# Ladislav Puršl
Ladislav Puršl (* 7. května 1976, Roudnice nad Labem) je český básník. Žije v Praze.

## Život
Narodil se v Roudnici nad Labem. Má mladší sestru Kateřinu (* 1981) a bratra Šimona (1997), který je profesionálním basketbalistou.
Dětství prožil v Budyni nad Ohří, Mšeném-lázních a Roudnici nad Labem. Po roce 1989 žil ve Strmilově a navštěvoval Gymnázium Vítězslava Nováka v Jindřichově Hradci. Ze studií v Ateliéru audiovizuální tvorby v Českých Budějovicích odešel do Prahy. Vystudoval sociálně-teologickou VOŠ Jabok, absolvoval obor Sociální a pastorační práce na ETF UK. Další studia na ETF UK a KTF UK nedokončil.
Pracuje v depozitáři Sbírky umění 19. století v Národní galerii v Praze, působil jako redaktor-editor v Centru biblických studií AV ČR a ETF UK (2003-2010), redakčně spolupracoval s různými nakladatelstvími (např. Fra, Malvern, Dauphin) a institucemi, v letech 2001-2010 byl střídavě redaktorem a šéfredaktorem Revue Společnosti křesťanů a Židů, v letech 2011 až 2017 byl redaktorem sborníku pro esoterní chápání života a kultury Logos.
Básně, texty, články a rozhovory publikoval časopisecky (Revolver Revue, Host, Souvislosti, Weles, Listy, UNI, Protimluv, Revue SKŽ, Logos aj.) či na internetu (A tempo Revue a Almanach Wagon). Též zastoupen v Almanachu festivalu básníků Olomouc (2007), ve sborníku pro Ludvíka Kunderu Bezpodmínečné horizonty (Weles, 2010), v dybbucké Antologii české poezie II. díl (1986–2006), v italské antologii Rapporti di errore (ed. básník Petr Král, překlad Antonio Parente) aj. Hrál amatérské divadlo, zabývá se astrologií, příležitostně hlubotiskovou grafikou. Psal texty pro untergruntové, art-rockově laděné hudební sdružení Ven se zajatcem! (Název je inspirován knihou Josefa Dobrovského Dějiny českých pikartů a adamitů.) Několik let pobýval na Levém Hradci.
Ukázky z jeho textů byly přeloženy do angličtiny, němčiny, francouzštiny a italštiny.
V roce 2008 byl nominován na Drážďanskou cenu lyriky. Knižně vydal sbírky
Paměť vody (Malvern, 2004),
Mločí mapa (Host, 2008) (),
Záznam (Revolver Revue, 2010), Různá není (Trigon, 2023).
V současné době se zabývá naukami vadžrajánového buddhismu a dzogčhenovými praxemi, které do češtiny také překládá. Příležitostně organizuje návštěvy dharmových učitelů po Evropě.
(zdroj Revue Souvislosti, 2/2022)